# Christina Ochoa
Christina Ochoa, celým jménem Christina Ochoa Lopez (* 25. ledna 1985, Barcelona, Španělsko) je španělská herečka, vědkyně a scenáristka.

## Životopis
Ochoa je pravnučka vítěze Nobelovy ceny Severa Ochoy a dcerou uznávaného španělského sochaře Victora Ochoy. Její matka pochází z Kuby a její otec ze španělského Bilbaa. Svůj život prožila obklopená vědeckým a uměleckým světem. Je členkou Mensy a Losangeleského výboru vědy.

## Filmografie

### Film
| Rok  | Název                   | Role     | Poznámky                             |
| ---- | ----------------------- | -------- | ------------------------------------ |
| 2011 | Stay with Me            | Andrea   | krátkometrážní film také producentka |
| 2015 | Cats Dancing on Jupiter | Jennifer |                                      |

### Televize
| Rok       | Název                        | Role             | Poznámky                            |
| --------- | ---------------------------- | ---------------- | ----------------------------------- |
| 2009      | Contáct@me                   | Gabriela         | TV film                             |
| 2011      | Moje nesnesitelná puberťačka | Dominique        | Season 1, Episode 2                 |
| 2012      | Taková moderní rodinka       | zdravotní sestra | díl: „Velký den“                    |
| 2013      | The Neighbors                | princezna Leila  | díl: „A Christmas Story“            |
| 2014      | Chaotic Awesome              | Samu sebe        | internetový seriál                  |
| 2014      | Matador                      | Karen Morales    |                                     |
| 2016–2019 | Animal Kingdom               | Renn Randall     | vedlejší role (1.–4. řada), 20 dílů |
| 2017      | Blood Drive                  | Grace D'Argento  | hlavní role, 13 dílů                |
| 2017–2018 | Valor                        | Nora Madani      | hlavní role, 13 dílů                |
| 2018–2019 | A Million Little Things      | Ashley           | hlavní role (1. řada), 13 dílů      |